# Rudnia Pilańska
Rudnia Pilańska (biał. Рудня Пільнянская, Rudnia Pilnianskaja; ros. Рудня Пильнянская, Rudnia Pilnianskaja) – wieś na Białorusi, w obwodzie mińskim, w rejonie stołpeckim, w sielsowiecie Naliboki.

## Warunki naturalne
Rudnia Pilańska położona jest nad Usą, wewnątrz Puszczy Nalibockiej – największego kompleksu leśno-bagiennego Białorusi.

## Historia
W XIX i w początkach XX w. położona była w Rosji, w guberni wileńskiej, w powiecie oszmiańskim, w gminie Naliboki.
W dwudziestoleciu międzywojennym leżała w Polsce, w województwie nowogródzkim, w powiecie stołpeckim, w gminie Naliboki. W 1921 miejscowość zamieszkana była w większości przez Polaków wyznania rzymskokatolickiego.
W 1943 w ramach operacji Hermann wieś została spacyfikowana i zniszczona przez Niemców.
Po II wojnie światowej w granicach Związku Sowieckiego. Od 1991 w niepodległej Białorusi.